# Markus Boyer

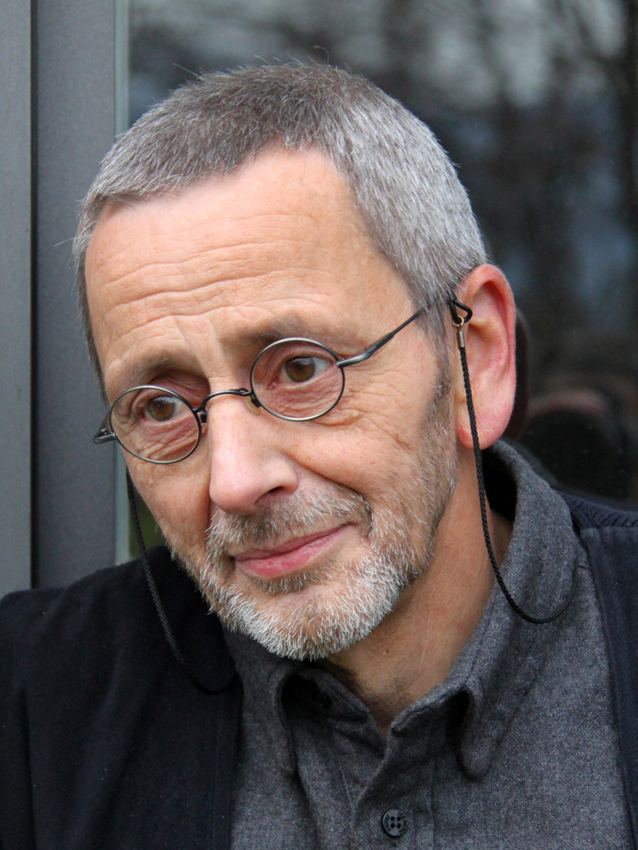
Markus Boyer (2009)

Markus Boyer (* 14. April 1947 in Luzern) ist ein Schweizer Architekt.

## Leben
Markus Boyer ist der Sohn des Architekten August Boyer. Nach dem Architekturstudium an der ETH Zürich (Diplom 1972) und Praktika bei USM Schärer Söhne (Bausysteme) in Münsigen sowie bei den Architekten Maurice und Parmelin in Genf trat er seine erste Stelle als Architekt im Büro Hafner und Wiederkehr in Zug an. Anschliessend folgte ein Englandaufenthalt und die Anstellung in der Harlow Development Corporation, dem Stadtplanungsbüro der New Town Harlow (Essex).
1975 trat er ins Architekturbüro seines Vaters in Luzern ein, 1978 übernahm er das Büro und führte es während 35 Jahren weiter. 2013 wandelte er das Büro in die Boyer + Camenzind AG um und führte diese in den folgenden sechs Jahren gemeinsam mit Nachfolger Samuel Camenzind. 2020 zog er sich aus der AG zurück und beschränkt seine Tätigkeit seither auf Spezialaufgaben, sowie Beratungen und ehrenamtliche Tätigkeiten.
Als Architekt schuf er vorwiegend im Raum Luzern und Zentralschweiz zahlreiche private und öffentliche Bauten in allen Sparten der Architektur. Ein wichtiger Bereich bildeten Bauten für die Industrie, bei welchen er anstrebte, heterogene Raumprogramme und komplexe Betriebsabläufe in einfache, klare Architektur zu verwandeln. Eine weitere Spezialität waren Bauten mit aussergewöhnlicher Aufgabenstellung, z. B. die Bauten für die Raumfahrt Ariane.
Ein wichtiges Anliegen war ihm stets auch das Thema «Kunst und Bau», die Kombination von Architektur und Bildender Kunst. Bei den eigenen Bauten sorgte er, wenn immer möglich für diese Zusammenarbeit mit Kunstschaffenden und die Integration von Kunst. Daneben engagierte er sich auch in verschiedenen Architekten- und Künstler-Gremien für die Förderung von Kunst und Bau-Projekten.

## Bauten (Auswahl)
Boyer schuf unter anderem Bauten für die Klinik St. Anna Luzern, das Luzerner Kantonsspital, die Firma Pistor, die Eidgenössischen Flugzeugwerke Emmen, den Militärflugplatz Alpnach sowie
- Werftgebäude der Schifffahrtsgesellschaft des Vierwaldstättersees, Luzern, 1977–1980
- Wohnüberbauung Hochbühl, Luzern, 1982–1986
- Mitteltrakt Schwestern- und Bildungshaus Bruchmatt, Luzern, 1985–1988
- Bahn-Depot mit Werkstätten der Vitznau-Rigi-Bahn, Vitznau, 1983–1991
- Büro- und Gästehaus mit Hallenbad, Meggen, 2000–2002
- Kapelle Michaelskreuz, Renovation und Neugestaltung, Gemeinde Root, 2006–2007
- Pfarrkirche und Totenkapelle Root, Renovation und Neugestaltung, Root, 2007–2008